# Tremco CPG Germany
Die Tremco CPG Germany GmbH (Construction Products Group) ist ein Hersteller von Bauprodukten für den industriellen und gewerblichen Bereich mit Sitz in Bodenwöhr. Sie gehört zur Unternehmensgruppe der CPG Europe.
CPG Europe, ein regionales Unternehmen des amerikanischen Industriekonzerns RPM International Inc, fungiert als Dachgesellschaft für mehrere britische und europäische Produktions- und Vertriebsgesellschaften für Baustoffe, die unter den Produktmarken illbruck, Flowcrete, Nullifire, Vandex, Tremco, Dryvit und Nudura vertrieben werden.
Tremco CPG Germany stellt Produkte zum Dichten, Kleben, Isolieren und Beschichten im Innen- und Außenbereich von Gebäuden her.

## Geschichte
Die Tremco CPG Germany GmbH wurde 1952 unter anderem Namen als illbruck GmbH von Willi und Christiane Illbruck in Leverkusen gegründet. Sie stellten Dichtungs- und Akustiksysteme sowie Sanitärtechnik, Produkte für die Automobilindustrie, Büroartikel und Industrieprodukte her. Hierfür verfügte das Unternehmen über operative Abteilungen mit eigenen Fabriken in Europa und den USA.
Tremco Inc. hingegen war ein Unternehmen, das 1928 von William Treuhaft in Cleveland gegründet wurde, um Bedachungsmaterialien herzustellen, später aber auch Abdichtungsmaterialien, Wetterschutz und passive Brandschutzlösungen produzierte. Das Unternehmen expandierte 1954 mit einem Joint Venture im Vereinigten Königreich nach Europa. Später fusionierten diese Unternehmen zur tremco illbruck Group GmbH, der heutigen CPG Europe.
Ab 1983 produzierte die damalige illbruck Bau-Technik GmbH am Standort in Bodenwöhr. 1997 wurde Tremco Inc. durch RPM International Inc. übernommen, einem Konzern, der 1947 von Frank Sullivan in Cleveland als Republic Powdered Metals Inc. gegründet wurde, um Schutzbeschichtungen für das Bauwesen und die Industrie herzustellen.
Der Name des Unternehmens änderte sich 2006 von illbruck Bau Technik GmbH in Tremco illbruck. Im Jahr 2020 schließlich wurde der Name in Tremco CPG Germany GmbH geändert.
Produkte aus dem Sortiment der Tremco CPG Germany wurden u. a. in bekannten Gebäuden wie dem 2010 fertiggestellten Burj Khalifa in Dubai, dem derzeit (2018) höchsten Gebäude der Welt, und im Großen Konzertsaal der 2017 eröffneten Hamburger Elbphilharmonie eingesetzt.

## Unternehmensstruktur
Tremco CPG Germany GmbH ist Teil der CPG Europe Unternehmensgruppe. Ihre Tochtergesellschaften gehören zur RPM Gruppe, deren Muttergesellschaft die RPM International Inc. in Medina, Ohio (USA) ist. Zur CPG Europe zählen zahlreiche Produktions- und Vertriebsgesellschaften.
Die Geschäftsführer der CPG Germany sind Daniel M. Johnson, Richard Murray Hill und Walter Joseph Geyer. Im Jahr 2021 erwirtschaftete das Unternehmen einen Umsatz von 134,5 Mio. Euro und beschäftigte 339 Mitarbeiter.
Die Tremco CPG Germany GmbH hat ihren Hauptsitz in Bodenwöhr. Weitere Standorte sind Büros in Köln und Traunreut. Darüber hinaus wird das Fensterfolienprogramm von einem Schwesterunternehmen in Legnica (Polen) produziert, das von CPG Europe, einschließlich Tremco CPG Germany, verkauft und vertrieben wird.

## Unternehmensbereiche
Am Standort in Bodenwöhr stellt Tremco CPG Germany vorkomprimierte (Kompriband) imprägnierte Fugendichtungsbänder aus Schaumkunststoffen her. Ein weiterer Produktionsbereich sind die selbstklebenden Vorlegebänder. Dabei handelt es sich um nicht imprägnierte Schaumstoffe, die u. a. auch für industrielle Anwendungen verwendet werden können. Am Standort Bodenwöhr befindet sich auch das europäische Zentrallager von Tremco CPG Germany.
Am Standort in Traunstein werden elastische Dichtstoffe und Klebstoffe entwickelt und produziert und am Standort Köln Verwaltungs- sowie Vertriebsaktivitäten durchgeführt.